# Гровенор, Томас (фельдмаршал)
Томас Гровенор (англ. Thomas Grosvenor; 30 мая 1764 — 20 января 1851, Ричмонд-апон-Темс, Большой Лондон) — британский фельдмаршал.

## Биография
Из аристократической семьи. Третий сын Томаса Гровенора (1734-1795) и Деборы Гровенор (урожденной Скиннер), Томас Гровенор получил образование в Вестминстерской школе и начал военную службу в 1-м Гвардейском полку. Во время лондонского мятежа лорда Гордона в 1780 году ему была поручена охрана банка Англии. Гровенор был произведен в капитаны 20 апреля 1784 года, и в подполковники 25 апреля 1793 года. Во время войны Первой коалиции против революционной Франции он принимал участие в сравнительно неудачных для англичан боях во Фландрии, включая отступление в Германию весной 1795 года.
Гровенор сменил своего отца на посту члена парламента от Честера в 1795 году; принадлежал к партии вигов. Он принял участие в англо-русской экспедиции в Голландию 1799 года под командованием сэра Ральфа Аберкромби, и был произведен в бригадиры в 1800 году, несмотря на то, что экспедиция закончилась поражением. В парламенте он выступал против законопроекта о запрете травли быков, предложенного в 1802 году. Повышенный до генерал-майора 29 апреля 1802 года, Гровенор  командовал поочерёдно несколькими бригадами на юге Англии в период с 1803 по 1805 год. Лошадь Томаса Гровенора, Брисеида, выиграла скачки в Эпсоме в июне 1807 года.
В 1807 году Гровенор в должности командира бригады принял участие в британском нападении на Копенгаген, которое завершилось поражением датского флота и крупным пожаром города. За своё участие в этом событии Гровенор получил чин генерал-лейтенанта (25 апреля 1808 года). Осенью 1809 года, в рамках второй английской экспедиции в Голландию, он участвовал в высадке на остров Вальхерен, где служил заместителем командира дивизии сэра Эра Кута во время кампании, которая закончилась полным провалом. Вернувшись, Гровенор в январе 1810 года выступил в парламенте в поддержку требований лорда Порчестера провести расследование причин провала Вальхеренской экспедиции, с которым он и сам был тесно связан. 
После этого Гровенор уже не принимал активного участия в сражениях Наполеоновских войн, так как его военная репутация была испорчена. Тем не менее, 12 августа 1819 года, когда Наполеоновские войны уже закончились, он был произведён в полные генералы. В 1820 году ему повезло спастись во время заговора на Катон-Стрит, когда разъяренная толпа простого народа опрокинула его карету в реку Ди. Примерно в то же время он начал снимать дом Уоррена в Лоутоне, вероятно потому, что он был расположен  по дороге на ипподром Ньюмаркет. В 1826 году он отказался от должности члена парламента от Честера, чтобы уступить место сыну своего двоюродного брата Роберту Гровенору, а сам вместо этого стал членом парламента от Стокбриджа. В июне 1825 года еще одна лошадь Томаса Гровенора, Крылья, выиграл Эпсомские скачки. Томас Гровенор ушел из парламента в 1830 году.
Гровенор также служил почетным полковником 97-го пехотного полка в 1807 году, а затем почетным полковником 65-го пехотного полка с 1814 года до своей смерти. Он был произведен в фельдмаршалы 9 ноября 1846 года и умер в своём поместье «Гора Арарат» в Ричмонд-Хилле 20 июня 1851 года.
Не обладавший никакими признаками полководческого таланта, Гровенор, чьё имя связано, в основном, с военными действиями, крайне неудачными для англичан (за исключением Копенгагена), тем не менее, исправно продвигался по службе, и даже получил в старости чин фельдмаршала; однако к тому моменту ему уже практически 40 лет не доверяли командование боевыми войсками. Гровенор был известен в Англии, в первую очередь, как богатый аристократ и любитель скаковых лошадей, но не как военачальник и полководец.

## Семья
В 1797 году Томас Гровенор женился на Элизабет Хиткоут (дочери сэра Гилберта Хиткоута, 3-го баронета); после смерти своей первой жены он женился второй раз на Энн Уилбрэм (дочери Джорджа Уилбрэма) в 1831 году.